# Amin August Jr.
Amin August Jr. (sinh ngày 16 tháng 8 năm 1990) là một tiền đạo bóng đá người Belize hiện tại thi đấu cho Santa Elena.